# 1. Fussballclub Heidenheim 1846 2022-2023
Questa voce raccoglie le informazioni riguardanti il 1. Fussballclub Heidenheim 1846 nelle competizioni ufficiali della stagione 2022-2023.

## Stagione
Nella stagione 2022-2023 l'Heidenheim, allenato da Frank Schmidt, concluse il campionato di 2. Bundesliga al 1º posto e fu promosso in Bundesliga. In Coppa di Germania l'Heidenheim fu eliminato al secondo turno dall'Union Berlino.

## Rosa
| N. |                     | Ruolo | Calciatore          |
| -- | ------------------- | ----- | ------------------- |
| 1  | Germania (bandiera) | P     | Kevin Müller        |
| 2  | Germania (bandiera) | D     | Marnon-Thomas Busch |
| 3  | Germania (bandiera) | C     | Jan Schöppner       |
| 4  | Germania (bandiera) | D     | Tim Siersleben      |
| 6  | Germania (bandiera) | D     | Patrick Mainka      |
| 8  | Germania (bandiera) | C     | Andreas Geipl       |
| 9  | Germania (bandiera) | A     | Stefan Schimmer     |
| 10 | Germania (bandiera) | A     | Tim Kleindienst     |
| 11 | Germania (bandiera) | C     | Denis Thomalla      |
| 16 | Germania (bandiera) | C     | Kevin Sessa         |
| 17 | Germania (bandiera) | A     | Florian Pick        |
| 18 | Germania (bandiera) | D     | Marvin Rittmüller   |
| 19 | Germania (bandiera) | D     | Jonas Föhrenbach    |
| 20 | Germania (bandiera) | C     | Dženis Burnić       |
| 21 | Germania (bandiera) | C     | Adrian Beck         |

| N. |                                 | Ruolo | Calciatore           |
| -- | ------------------------------- | ----- | -------------------- |
| 22 | Germania (bandiera)             | P     | Vitus Eicher         |
| 23 | Germania (bandiera)             | C     | Merveille Biankadi   |
| 24 | Germania (bandiera)             | A     | Christian Kühlwetter |
| 25 | Germania (bandiera)             | A     | Christopher Negele   |
| 26 | Germania (bandiera)             | A     | Tim Köther           |
| 27 | Germania (bandiera)             | D     | Thomas Keller        |
| 28 | Bosnia ed Erzegovina (bandiera) | C     | Melvin Ramusović     |
| 30 | Germania (bandiera)             | D     | Norman Theuerkauf    |
| 31 | Germania (bandiera)             | C     | Mert Arslan          |
| 33 | Stati Uniti (bandiera)          | D     | Lennard Maloney      |
| 34 | Austria (bandiera)              | P     | Paul Tschernuth      |
| 37 | Germania (bandiera)             | C     | Jan-Niklas Beste     |
| 40 | Germania (bandiera)             | P     | Frank Feller         |
| 44 | Germania (bandiera)             | A     | Elidon Qenaj         |

## Organigramma societario
Area tecnica
- Allenatore: Frank Schmidt
- Allenatore in seconda: Dieter Jarosch, Bernhard Raab
- Preparatore dei portieri: Bernd Weng
- Preparatori atletici: Said Lakhal

## Calciomercato

### Sessione estiva
| Acquisti | Acquisti           | Acquisti           | Acquisti |
| R.       | Nome               | da                 | Modalità |
| -------- | ------------------ | ------------------ | -------- |
| C        | Adrian Beck        | Ulma               |          |
| C        | Jan-Niklas Beste   | Jahn Ratisbona     |          |
| C        | Merveille Biankadi | Monaco 1860        |          |
| D        | Thomas Keller      | Ingolstadt 04      |          |
| A        | Tim Köther         | Fortuna Düsseldorf |          |
| D        | Lennard Maloney    | Borussia Dortmund  |          |
| A        | Christopher Negele | Heidenheim U17     |          |
| A        | Florian Pick       | Ingolstadt 04      |          |
| A        | Elidon Qenaj       | Heidenheim U19     |          |

| Cessioni | Cessioni                | Cessioni          | Cessioni |
| R.       | Nome                    | a                 | Modalità |
| -------- | ----------------------- | ----------------- | -------- |
| A        | Gianni Mollo            | TSG Backnang      |          |
| D        | Oliver Hüsing           | Arminia Bielefeld |          |
| C        | Konstantin Kerschbaumer | Wolfsberger       |          |
| A        | Robert Leipertz         | Paderborn         |          |
| A        | Maurice Malone          | Augusta           |          |
| A        | Tobias Mohr             | Schalke 04        |          |
| D        | Tim Seifert             | Berliner AK 07    |          |
| C        | Julian Stark            | Friburgo II       |          |

### Sessione invernale
| Acquisti | Acquisti | Acquisti | Acquisti |
| R.       | Nome     | da       | Modalità |
| -------- | -------- | -------- | -------- |

| Cessioni | Cessioni | Cessioni | Cessioni |
| R.       | Nome     | a        | Modalità |
| -------- | -------- | -------- | -------- |

## Risultati

### 2. Bundesliga

#### Girone di andata
| Arbitro: | Siebert |

|  |           |              |
|  | Marcatori | 50’ Schimmer |

| Arbitro: | Aytekin |

|                                              |           |  |
| Strompf 10’ (aut.) Kleindienst 61’ Sessa 89’ | Marcatori |  |

| Arbitro: | Hartmann |

|             |           |  |
| Glatzel 42’ | Marcatori |  |

| Arbitro: | Lechner |

|  |           |                                 |
|  | Marcatori | 44’ Thomalla 49’ Beck 80’ Beste |

| Arbitro: | Winter |

|                |           |          |
| Kleindienst 3’ | Marcatori | 10’ Hack |

| Arbitro: | Aarnink |

|                       |           |                            |
| Manu 36’ Ronstadt 76’ | Marcatori | 70’ Mainka 82’ Kleindienst |

| Arbitro: | Kampka |

|                          |           |              |
| Beck 22’ Kleindienst 87’ | Marcatori | 59’ Kownacki |

| Karlsruhe 10 settembre 2022, ore 13:00 CEST 8ª giornata | Karlsruhe | 0 – 0 referto | Heidenheim | BBBank Wildpark (17 776 spett.)\| Arbitro: \| Exner \| |
| Arbitro:                                                | Exner     |               |            |                                                        |

| Arbitro: | Reichel |

|                     |           |               |
| Beste 17’ Busch 44’ | Marcatori | 20’, 60’ Boyd |

| Amburgo 1º ottobre 2022, ore 20:30 CEST 10ª giornata | St. Pauli          | 0 – 0 referto | Heidenheim | Millerntor-Stadion (29 242 spett.)\| Arbitro: \| Waschitzki-Günther \| |
| Arbitro:                                             | Waschitzki-Günther |               |            |                                                                        |

| Arbitro: | Dingert |

|                              |           |              |
| Thomalla 32’ Kleindienst 61’ | Marcatori | 90’ Teuchert |

| Arbitro: | Alt |

|                               |           |              |
| Skrzybski 45’, 51’ Wriedt 66’ | Marcatori | 31’ Thomalla |

| Arbitro: | Braun |

|                                            |           |            |
| Mainka 9’ Kleindienst 33’ Beste 56’ (rig.) | Marcatori | 52’ Hrgota |

| Arbitro: | Thomsen |

|         |           |              |
| Itō 90’ | Marcatori | 23’ Thomalla |

| Arbitro: | Gerach |

|                             |           |  |
| Beste 35’, 90’ Thomalla 76’ | Marcatori |  |

| Arbitro: | Hempel |

|                                     |           |                                                         |
| Papela 50’ Kinsombi 76’ Esswein 80’ | Marcatori | 31’ Siersleben 40’ Kleindienst 48’ Kühlwetter 73’ Sessa |

| Arbitro: | Heft |

|                                                         |           |                                                   |
| Kleindienst 21’, 39’ Beck 36’ Thomalla 76’ Schimmer 90’ | Marcatori | 14’ Owusu 45’ Makridis 55’ Shipnoski 90’ Yildirim |

#### Girone di ritorno
| Arbitro: | Burda |

|                          |           |  |
| Kleindienst 80’ Pick 88’ | Marcatori |  |

| Arbitro: | Haslberger |

|                                |           |  |
| Wintzheimer 72’ Lauberbach 90’ | Marcatori |  |

| Arbitro: | Aytekin |

|                                         |           |                                  |
| Beste 27’ Schöppner 30’ Kleindienst 41’ | Marcatori | 72’ Németh 79’ Glatzel 88’ Jatta |

| Arbitro: | Exner |

|                                          |           |  |
| Kleindienst 18’, 23’, 38’, 81’ Busch 86’ | Marcatori |  |

| Arbitro: | Lechner |

|  |           |              |
|  | Marcatori | 70’ Schimmer |

| Arbitro: | Schröder |

|           |           |  |
| Beste 89’ | Marcatori |  |

| Arbitro: | Schlager |

|           |           |                 |
| Iyoha 27’ | Marcatori | 20’ Kleindienst |

| Arbitro: | Braun |

|                                              |           |                         |
| Kleindienst 38’, 45’, 49’ Pick 62’ Sessa 88’ | Marcatori | 14’ Jensen 23’ Kaufmann |

| Arbitro: | Hartmann |

|                             |           |                          |
| de Préville 90’ Hercher 90’ | Marcatori | 53’ Kleindienst 75’ Pick |

| Arbitro: | Dingert |

|  |           |            |
|  | Marcatori | 41’ Hartel |

| Arbitro: | Exner |

|  |           |                                        |
|  | Marcatori | 31’ Beste 35’ Kleindienst 45’ Thomalla |

| Arbitro: | Badstübner |

|                                            |           |  |
| Mainka 2’ Kleindienst 68’ Beste 75’ (rig.) | Marcatori |  |

| Arbitro: | Zwayer |

|  |           |                          |
|  | Marcatori | 7’ Kleindienst 51’ Beste |

| Heidenheim an der Brenz 7 maggio 2023, ore 13:30 CEST 31ª giornata | Heidenheim | 0 – 0 referto | Magdeburgo | Voith-Arena (15 000 spett.)\| Arbitro: \| Dankert \| |
| Arbitro:                                                           | Dankert    |               |            |                                                      |

| Arbitro: | Siebert |

|                                        |           |                              |
| Klefisch 26’ Pieringer 50’ Muslija 52’ | Marcatori | 30’ Kleindienst 37’ Thomalla |

| Arbitro: | Brand |

|           |           |  |
| Beste 68’ | Marcatori |  |

| Arbitro: | Storks |

|                |           |                                                    |
| Owusu 51’, 56’ | Marcatori | 58’ (aut.) Saller 90’ (rig.) Beste 90’ Kleindienst |

### Coppa di Germania
| Arbitro: | Fritz |

|  |           |                     |
|  | Marcatori | 57’ Mainka 80’ Beck |

| Arbitro: | Badstübner |

|                       |           |  |
| Puchacz 7’ Michel 52’ | Marcatori |  |

## Statistiche

### Statistiche di squadra
| Competizione      | Punti | In casa | In casa | In casa | In casa | In casa | In casa | In trasferta | In trasferta | In trasferta | In trasferta | In trasferta | In trasferta | Totale | Totale | Totale | Totale | Totale | Totale | DR  |
| Competizione      | Punti | G       | V       | N       | P       | Gf      | Gs      | G            | V            | N            | P            | Gf           | Gs           | G      | V      | N      | P      | Gf     | Gs     | DR  |
| ----------------- | ----- | ------- | ------- | ------- | ------- | ------- | ------- | ------------ | ------------ | ------------ | ------------ | ------------ | ------------ | ------ | ------ | ------ | ------ | ------ | ------ | --- |
| 2. Bundesliga     | 67    | 17      | 12      | 4       | 1       | 41      | 16      | 17           | 7            | 6            | 4            | 26           | 20           | 34     | 19     | 10     | 5      | 67     | 36     | +31 |
| Coppa di Germania | -     | 0       | 0       | 0       | 0       | 0       | 0       | 2            | 1            | 0            | 1            | 2            | 2            | 2      | 1      | 0      | 1      | 2      | 2      | 0   |
| Totale            | 67    | 17      | 12      | 4       | 1       | 41      | 16      | 19           | 8            | 6            | 5            | 28           | 22           | 36     | 20     | 10     | 6      | 69     | 38     | +31 |

### Andamento in campionato
| Giornata  | 1 | 2 | 3 | 4 | 5 | 6 | 7 | 8 | 9 | 10 | 11 | 12 | 13 | 14 | 15 | 16 | 17 | 18 | 19 | 20 | 21 | 22 | 23 | 24 | 25 | 26 | 27 | 28 | 29 | 30 | 31 | 32 | 33 | 34 |
| --------- | - | - | - | - | - | - | - | - | - | -- | -- | -- | -- | -- | -- | -- | -- | -- | -- | -- | -- | -- | -- | -- | -- | -- | -- | -- | -- | -- | -- | -- | -- | -- |
| Luogo     | T | C | T | T | C | T | C | T | C | T  | C  | T  | C  | T  | C  | T  | C  | C  | T  | C  | C  | T  | C  | T  | C  | T  | C  | T  | C  | T  | C  | T  | C  | T  |
| Risultato | V | V | P | V | N | N | V | N | N | N  | V  | P  | V  | N  | V  | V  | V  | V  | P  | N  | V  | V  | V  | N  | V  | N  | P  | V  | V  | V  | N  | P  | V  | V  |
| Posizione | 8 | 2 | 4 | 2 | 3 | 4 | 3 | 3 | 5 | 5  | 4  | 4  | 4  | 4  | 3  | 3  | 3  | 3  | 3  | 3  | 3  | 3  | 3  | 3  | 2  | 2  | 3  | 2  | 2  | 2  | 2  | 2  | 2  | 1  |

Legenda:

Luogo: C = Casa; T = Trasferta. Risultato: V = Vittoria; N = Pareggio; P = Sconfitta.

### Statistiche dei giocatori
!! colspan="4" | Totale

| Giocatore      | 2. Bundesliga | 2. Bundesliga | 2. Bundesliga | 2. Bundesliga | Coppa di Germania M. Arslan | Coppa di Germania M. Arslan | Coppa di Germania M. Arslan | Coppa di Germania M. Arslan | 0        | 0    | 0           | 0          | 0 | 0 | 0 | 0 | 0 | 0 | 0 | 0 |
| Giocatore      | Presenze      | Reti          | Ammonizioni   | Espulsioni    | Presenze                    | Reti                        | Ammonizioni                 | Espulsioni                  | Presenze | Reti | Ammonizioni | Espulsioni |   |   |   |   |   |   |   |   |
| A. Beck        | 18            | 3             | 1             | 0             | 2                           | 1                           | 0                           | 0                           | 20       | 4    | 1           | 0          |   |   |   |   |   |   |   |   |
| J. Beste       | 34            | 12            | 4             | 0             | 2                           | 0                           | 0                           | 0                           | 36       | 12   | 4           | 0          |   |   |   |   |   |   |   |   |
| M. Biankadi    | 0             | 0             | 0             | 0             | 0                           | 0                           | 0                           | 0                           | 0        | 0    | 0           | 0          |   |   |   |   |   |   |   |   |
| D. Burnić      | 20            | 0             | 3             | 1             | 1                           | 0                           | 0                           | 0                           | 21       | 0    | 3           | 1          |   |   |   |   |   |   |   |   |
| M. Busch       | 30            | 2             | 3             | 0             | 2                           | 0                           | 0                           | 0                           | 32       | 2    | 3           | 0          |   |   |   |   |   |   |   |   |
| V. Eicher      | 0             | 0             | 0             | 0             | 2                           | 0                           | 0                           | 0                           | 2        | 0    | 0           | 0          |   |   |   |   |   |   |   |   |
| F. Feller      | 0             | 0             | 0             | 0             | 0                           | 0                           | 0                           | 0                           | 0        | 0    | 0           | 0          |   |   |   |   |   |   |   |   |
| J. Föhrenbach  | 33            | 0             | 1             | 0             | 2                           | 0                           | 0                           | 0                           | 35       | 0    | 1           | 0          |   |   |   |   |   |   |   |   |
| A. Geipl       | 13            | 0             | 2             | 0             | 2                           | 0                           | 1                           | 0                           | 15       | 0    | 3           | 0          |   |   |   |   |   |   |   |   |
| T. Keller      | 7             | 0             | 0             | 0             | 1                           | 0                           | 0                           | 0                           | 8        | 0    | 0           | 0          |   |   |   |   |   |   |   |   |
| T. Kleindienst | 32            | 25            | 9             | 0             | 2                           | 0                           | 0                           | 0                           | 34       | 25   | 9           | 0          |   |   |   |   |   |   |   |   |
| T. Köther      | 1             | 0             | 0             | 0             | 0                           | 0                           | 0                           | 0                           | 1        | 0    | 0           | 0          |   |   |   |   |   |   |   |   |
| C. Kühlwetter  | 24            | 1             | 3             | 0             | 2                           | 0                           | 0                           | 0                           | 26       | 1    | 3           | 0          |   |   |   |   |   |   |   |   |
| P. Mainka      | 34            | 3             | 5             | 0             | 2                           | 1                           | 1                           | 0                           | 36       | 4    | 6           | 0          |   |   |   |   |   |   |   |   |
| L. Maloney     | 33            | 0             | 5             | 0             | 1                           | 0                           | 0                           | 0                           | 34       | 0    | 5           | 0          |   |   |   |   |   |   |   |   |
| K. Müller      | 34            | 0             | 2             | 0             | 0                           | 0                           | 0                           | 0                           | 34       | 0    | 2           | 0          |   |   |   |   |   |   |   |   |
| C. Negele      | 0             | 0             | 0             | 0             | 0                           | 0                           | 0                           | 0                           | 0        | 0    | 0           | 0          |   |   |   |   |   |   |   |   |
| F. Pick        | 23            | 3             | 4             | 0             | 1                           | 0                           | 0                           | 0                           | 24       | 3    | 4           | 0          |   |   |   |   |   |   |   |   |
| E. Qenaj       | 3             | 0             | 0             | 0             | 0                           | 0                           | 0                           | 0                           | 3        | 0    | 0           | 0          |   |   |   |   |   |   |   |   |
| M. Ramusović   | 1             | 0             | 0             | 0             | 0                           | 0                           | 0                           | 0                           | 1        | 0    | 0           | 0          |   |   |   |   |   |   |   |   |
| M. Rittmüller  | 14            | 0             | 0             | 0             | 1                           | 0                           | 0                           | 0                           | 15       | 0    | 0           | 0          |   |   |   |   |   |   |   |   |
| S. Schimmer    | 32            | 3             | 1             | 0             | 2                           | 0                           | 0                           | 0                           | 34       | 3    | 1           | 0          |   |   |   |   |   |   |   |   |
| J. Schöppner   | 27            | 1             | 3             | 0             | 1                           | 0                           | 0                           | 0                           | 28       | 1    | 3           | 0          |   |   |   |   |   |   |   |   |
| K. Sessa       | 32            | 3             | 4             | 0             | 2                           | 0                           | 0                           | 0                           | 34       | 3    | 4           | 0          |   |   |   |   |   |   |   |   |
| T. Siersleben  | 28            | 1             | 4             | 0             | 2                           | 0                           | 0                           | 0                           | 30       | 1    | 4           | 0          |   |   |   |   |   |   |   |   |
| N. Theuerkauf  | 21            | 0             | 1             | 0             | 1                           | 0                           | 0                           | 0                           | 22       | 0    | 1           | 0          |   |   |   |   |   |   |   |   |
| D. Thomalla    | 31            | 8             | 0             | 1             | 1                           | 0                           | 0                           | 0                           | 32       | 8    | 0           | 1          |   |   |   |   |   |   |   |   |
| P. Tschernuth  | 0             | 0             | 0             | 0             | 0                           | 0                           | 0                           | 0                           | 0        | 0    | 0           | 0          |   |   |   |   |   |   |   |   |